# لويس منديز (لاعب كرة قدم)
لويس منديز (بالإسبانية: Luis Méndez)‏ (12 يونيو 1985 بسانتا كروز دي لا سييرا في بوليفيا - ) هو مدرب كرة قدم ولاعب كرة قدم بوليفي في مركز قلب الدفاع. شارك مع منتخب بوليفيا لكرة القدم. أما مع النوادي، فقد لعب مع ذي سترونغيست ونادي ديبورتيفو سان خوسي وأورينتي بيتروليرو.

## مسيرته الكروية
لعب لويس منديز خلال مسيرته الاحترافية مع 5 أندية في اثنا عشر موسمًا وسجل خلالها 11 هدفًا ضمن 249 مباراة. حيث فاز في موسم واحد بالكأس وفي ثلاثة مواسم بالدوري.
خاض لويس منديز مسيرته مع أورينتي بيتروليرو في عامي 2005-2007 في المرة الأولى ولمدة موسمين ثم في عامي 2009-2011 ولمدة موسمين ثم في موسم 2016–17 لمدة موسم واحد، مشاركًا طوالها في 110 مباراة سجل خلالها هدفين. ثم انتقل إلى نادي ذي سترونغيست ما بين عامي 2008 و2009 في المرة الأولى لمدة موسم واحد ثم في موسم 2011 واستمر معه طيلة ثلاثة مواسم، حيث شارك طوالها في 90 مباراة سجل خلالها 6 أهداف. لينتقل بعدها إلى نادي سان خوسيه ما بين عامي 2010 و2011 لمدة موسم واحد، مشاركًا في 31 مباراة سجل خلالها 3 أهداف. ثم انتقل إلى Sport Boys Warnes ‏ في موسم 2015–16 لمدة موسم واحد، مشاركًا في 8 مباريات ولم يسجل أي هدف.

## وصلات خارجية
- لويس منديز على موقع قاعدة بيانات كرة القدم.إي يو (الإنجليزية)
- لويس منديز على موقع ناشيونال فوتبول تيمز (الإنجليزية)
- لويس منديز على موقع Soccerway.com (الإنجليزية)